# Coppa J.League 1998
La J.League Cup 1998 (o Coppa Yamazaki Nabisco 1998), la Coppa di Lega nipponica di calcio, venne vinta dal Júbilo Iwata.
A questa competizione hanno preso parte le 18 squadre di J.League 1 e due squadre della J.League 2.

## Formula
Alla manifestazione parteciparono 20 squadre raggruppate in 4 gruppi da 5 squadre. La prima di ogni gruppo si qualificò per le semifinali.

## Fase a gironi

### Gruppo A
| Squadra             | Pt | G | V | N | P | RF | RS | DR  |
| ------------------- | -- | - | - | - | - | -- | -- | --- |
| Júbilo Iwata        | 9  | 4 | 3 | 0 | 1 | 12 | 5  | +7  |
| Urawa Reds          | 8  | 4 | 2 | 2 | 0 | 10 | 3  | +7  |
| Verdy Kawasaki      | 7  | 4 | 2 | 1 | 1 | 6  | 4  | +2  |
| Sanfrecce Hiroshima | 4  | 4 | 1 | 1 | 2 | 3  | 7  | -4  |
| Vegalta Sendai      | 0  | 4 | 0 | 0 | 4 | 2  | 14 | -12 |

### Gruppo B
| Squadra          | Pt | G | V | N | P | RF | RS | DR |
| ---------------- | -- | - | - | - | - | -- | -- | -- |
| Kashima Antlers  | 10 | 4 | 3 | 1 | 0 | 11 | 4  | +7 |
| Kashiwa Reysol   | 10 | 4 | 3 | 1 | 0 | 12 | 7  | +5 |
| Avispa Fukuoka   | 4  | 4 | 1 | 1 | 2 | 7  | 9  | -2 |
| Yokohama Marinos | 3  | 4 | 1 | 0 | 3 | 7  | 11 | -4 |
| Cerezo Osaka     | 1  | 4 | 0 | 1 | 3 | 5  | 11 | -6 |

### Gruppo C
| Squadra           | Pt | G | V | N | P | RF | RS | DR |
| ----------------- | -- | - | - | - | - | -- | -- | -- |
| Shimizu S-Pulse   | 12 | 4 | 4 | 0 | 0 | 8  | 2  | +6 |
| Kawasaki Frontale | 6  | 4 | 2 | 0 | 2 | 4  | 2  | +2 |
| Gamba Osaka       | 6  | 4 | 2 | 0 | 2 | 7  | 6  | +1 |
| Yokohama Flügels  | 3  | 4 | 1 | 0 | 3 | 5  | 8  | -3 |
| Consadole Sapporo | 3  | 4 | 1 | 0 | 3 | 5  | 11 | -6 |

### Gruppo D
| Squadra            | Pt | G | V | N | P | RF | RS | DR |
| ------------------ | -- | - | - | - | - | -- | -- | -- |
| JEF United         | 10 | 4 | 3 | 1 | 0 | 14 | 7  | +7 |
| Nagoya Grampus     | 7  | 4 | 2 | 1 | 1 | 7  | 7  | 0  |
| Shonan Bellmare    | 4  | 4 | 1 | 1 | 2 | 6  | 7  | -1 |
| Vissel Kōbe        | 4  | 4 | 1 | 1 | 2 | 5  | 8  | -3 |
| Kyoto Purple Sanga | 2  | 4 | 0 | 2 | 2 | 6  | 9  | -3 |

## Scontri a eliminazione diretta

### Semifinali
|                 | Risultato |                 |
| --------------- | --------- | --------------- |
| Shimizu S-Pulse | 0 - 2     | Júbilo Iwata    |
| JEF United      | 3 - 2     | Kashima Antlers |

### Finale
| Tokyo 19 luglio 1998                                                                                           | Júbilo Iwata | 4 – 0 | JEF United | National Stadium (41 718 spett.) |
| \| \| \| \| \| Nobuo Kawaguchi 51’ Daisuke Oku 72’ Nobuo Kawaguchi 80’ Naohiro Takahara 87’ \| Marcatori \| \| |              |       |            |                                  |
| |              |       |            |                                  |
| Nobuo Kawaguchi 51’ Daisuke Oku 72’ Nobuo Kawaguchi 80’ Naohiro Takahara 87’                                   | Marcatori    |       |            |                                  |

## Premi
- MVP: Nobuo Kawaguchi -  Júbilo Iwata
- Premio "Nuovo Eroe": Naohiro Takahara -  Júbilo Iwata